# MiniDVD

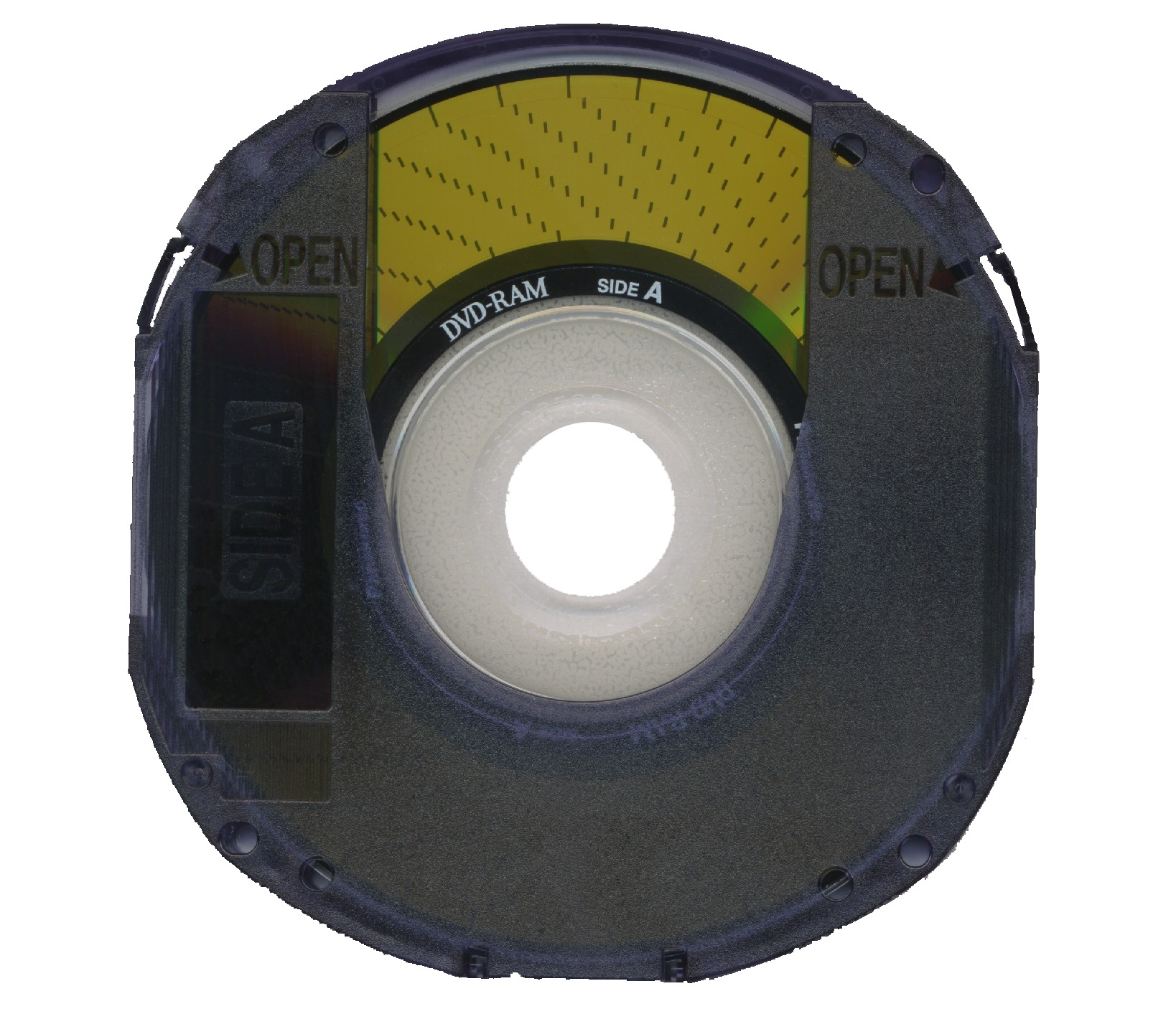
Mini-DVD-RAM

MiniDVD là tên gọi của hai loại đĩa quang khác nhau:
- Đĩa DVD 80 mm, một phiên bản thu gọn của đĩa DVD 120 mm, có dung lượng 1,4 GB loại một mặt - một lớp (so với 4,7 GB dung lượng của đĩa DVD 120 mm một mặt - một lớp), được sử dụng chủ yếu trong các máy quay phim.
- Đĩa cDVD, là một dạng đặc biệt của CD (dung lượng 700 - 800 MB), nó cho phép lưu trữ những đoạn phim có chất lượng DVD (Mpeg-2).

## Đĩa cDVD
Đĩa cDVD ra đời do yêu cầu của thị trường trong việc lưu trữ những bộ phim có chất lượng DVD trong những đĩa có giá thành rẻ. Do đặc điểm đó, nên đĩa cDVD hoàn toàn có thể xem được trên một máy vi tính có đầu đọc đĩa CD và một phần mềm xem DVD, hoặc xem trên một đầu DVD thông thường, nhưng không thể xem trên một đầu VCD.
Tuy nhiên dạng đĩa này ít được sử dụng do ít được biết và bị hạn chế  bởi dung lượng (đĩa CD chuẩn chỉ cho phép chứa từ 700-800 MB trên 1 đĩa trong khi mỗi 5 phút video ở  chất lượng DVD sẽ chiếm từ 130 - 150 MB, như vậy đĩa cDVD chỉ chứa được khoảng từ 20-30 phút phim ở chất lượng DVD).

## Đĩa DVD 80 mm

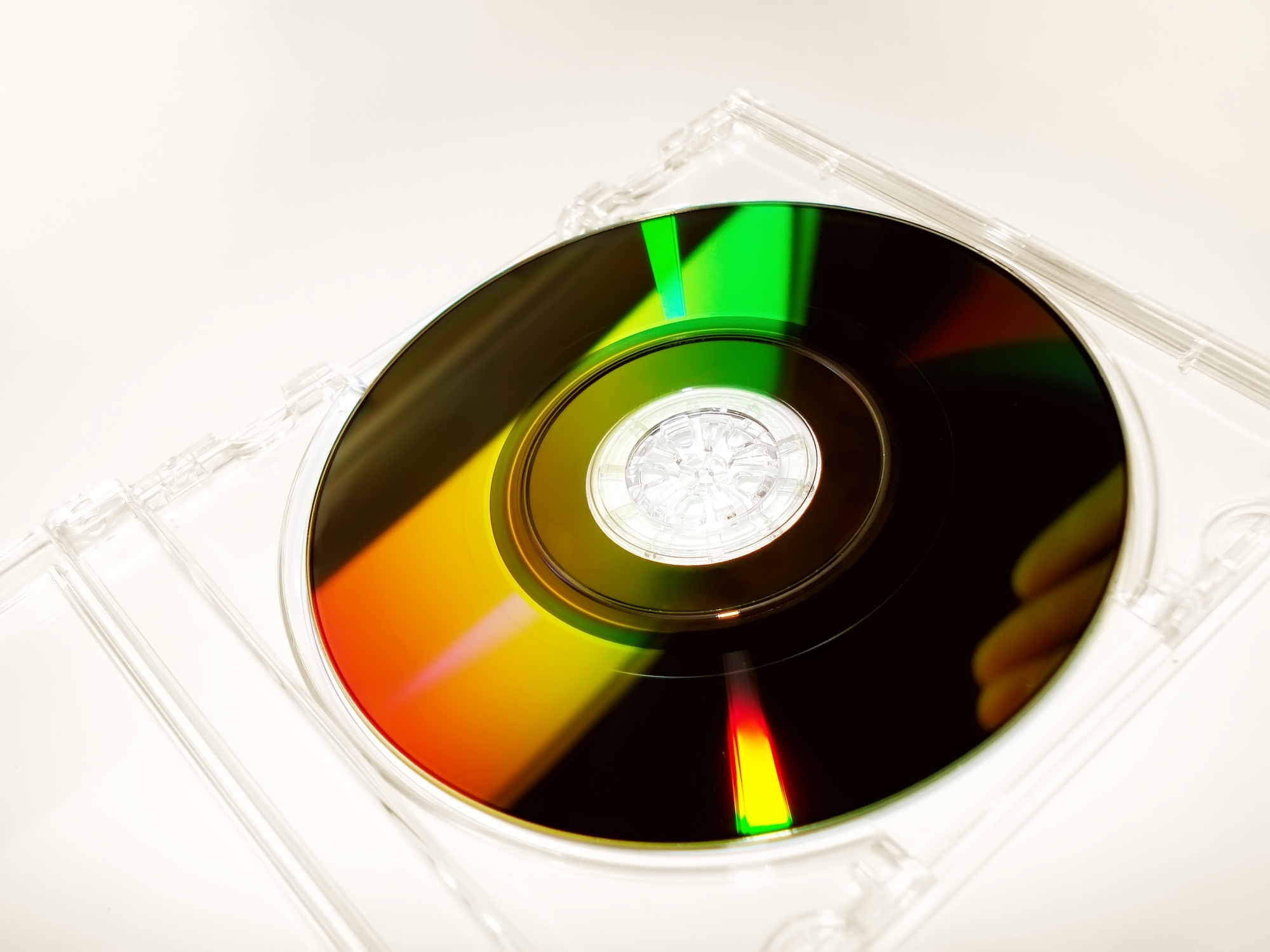
Đĩa MiniDVD 80 mm

Đĩa DVD 80 mm (tên gọi thông thường là MiniDVD)) là một định dạng lưu trữ đĩa quang, sử dụng lớp phản quang giống đĩa DVD 120 mm. Chúng được dùng chủ yếu trong các máy quay kỹ thuật số. Một đĩa MiniDVD một mặt - một lớp (single-sided, single-layer) có thể lưu trữ 30 phút phim theo chất lượng DVD.
Hãng game Nintendo cũng sử dụng đĩa MiniDVD này làm định dạng đĩa cơ sở cho hệ thống GameCube của họ.

## So sánh DVD 80 mm và 120 mm
So sánh về dung lượng giữa đĩa DVD 80 mm và đĩa DVD 120 mm
| Kích thước vật lý | Số mặt  | Đĩa một lớp | Đĩa hai lớp |
| ----------------- | ------- | ----------- | ----------- |
| 12 cm             | Một mặt | 4,7 GB      | 8,5 GB      |
| 12 cm             | Hai mặt | 9,4 GB      | 17 GB       |
| 8 cm              | Một mặt | 1,4 GB      | 2,66 GB     |
| 8 cm              | Hai mặt | 2,8 GB      | 5,2 GB      |